# Милена Милошевић
Милена Милошевић (Београд, 11. јул 1969) српска је и мексичка вајарка, сликарка и универзитетска професорка. Биографија јој је део „Речника мексичких вајара XX века”.

## Биографија
Милена Милошевић је дипломирала примењену скулптуру на Факултету примењених уметности Универзитета уметности у Београду 1995. године. Тада је и постала члан Удружења ликовних уметника Србије. У њеној биографији забележене су многе културне активности, пре свега на пољу рестаурације, али и менаџмента. Издвајају се радови на терену у Букурешту од 1993. до 1998 и Бреши 1997, као и асистентура у Унесковој школи и радионицама рестаурације и конзервације у Караташу код Кладова 1997. и 1998. Године 1999. добила је стипендију мексичке савезне владе за архитектонску рестаурацију на Универзитету у Веракрузу, на којем је магистрирала са почастима 2003. Од тада живи у Халапи, главном граду државе Веракруз. Предаје на радионицама за уметничко цртање, основни дизајн, скулптуру и важност филма при Универзитету у Веракрузу у Коатепеку.
Материјали које Милена Милошевић користи у свом раду су камен, дрво, керамика и метал, а осим вајарством бави се и сликарством. Дела су јој неретко инспирисана историјом и традицијом. Ауторка је скулптура, цртежа, слика и икона. Своје радове је излагала широм света, у оквиру више од двадесет самосталних и педесет групних поставки. За своје скулпторске пројекте добила је бројна међународна признања. Учествовала је на симпозијумима у Румунији, Португалији, Италији, Србији и Мексику.
Милошевић је заједно са супругом и колегом вајарем и професором Урошом Ушћебрком активна на пољу развијања постојећих и успостављању нових културних веза између Србије и Мексика. Њих двоје доводе мексичке уметнике у Србију и организују излагања њихових дела у српским галеријама.
Историчарка уметности Лили Каснер уврстила је њену биографију у „Речник мексичких вајара XX века”, а хроничар и истраживач расејања Иван Калаузовић у „Енциклопедију националне дијаспоре”.
Сходно међународном ангажовању, говори и пише на неколико језика. Живи са супругом Урошем и ћерком Саром Соћил Ушћебрка Милошевић.

## Одабране награде и признања
- Стипендија Министарства спољних послова Мексика (Халапа, 1999)
- Колективно друго место на конкурсу за мурал са радом „Пејзажно одело” (Халапа, 2011)[7]
- Награда на Међународној изложби минијатура „Мајдан арт” за рад „Jelly fish I, II” (Мајданпек, 2018)[8]